# Sigrun Krause
Sigrun Krause (* 28. Februar 1954 in Steinbach) ist eine ehemalige deutsche Skilangläuferin.
Mit der DDR-Staffel gewann die Thüringerin bei den Olympischen Winterspielen 1976 in Innsbruck die Bronzemedaille über 4 × 5 Kilometer. Außerdem wurde sie mit der DDR-Staffel 1974 in Falun Vize-Weltmeisterin.
Sigrun Krause ist die Mutter des deutschen Langläufers Jens Filbrich.